# Wojciech Szczęsny
Wojciech Tomasz Szczęsny (Warschau, 18 april 1990) is een Pools voetballer die als doelman speelt voor FC Barcelona.
Hij speelde in zijn interlandcarrière, van 2009 tot 2024, 84 wedstrijden voor het Poolse voetbalelftal. Daarmee nam hij deel aan de WK's van 2018 en 2022 en de EK's van 2012, 2016, 2020 en 2024.

## Clubcarrière

### Arsenal
Szczęsny speelde in de jeugd van Legia Warschau, die hij in 2006 verruilde voor die van Arsenal. Nadat hij in het seizoen 2008/09 een paar keer met het eerste team mee mocht als reservedoelman, maakte hij op 22 september 2009 zijn officiële debuut. Coach Arsène Wenger gaf hem toen een basisplaats in een met 2–0 gewonnen wedstrijd in de League Cup, thuis tegen West Bromwich Albion. Arsenal verhuurde Szczęsny in november 2009 voor de rest van het seizoen aan Brentford. Hiervoor kwam hij dat jaar 28 keer uit in de League One.
Szczęsny debuteerde op 13 december 2010 voor Arsenal in de Premier League, in een met 1–0 verloren wedstrijd uit bij Manchester United. Hij veroverde in de rest van het seizoen 2010/11 een definitieve basisplek. Die stond hij ook in de seizoenen daarna niet meer af. Hij kwam zo tot en met 1 januari 2015 tot 132 competitiewedstrijden voor Arsenal. Die dag maakte hij twee fouten die tegenstander Southampton twee doelpunten en zijn ploeg een nederlaag opleverden. Dat was het begin van het einde voor Szczęsny bij Arsenal. Wenger zette de rest van het seizoen David Ospina op doel, zowel in de competitie als in de Champions League. Szczęsny mocht nog wel de rest van de wedstrijden in het toernooi om de dat jaar gewonnen FA Cup spelen.

### AS Roma
Szczęsny vertrok in juli 2015 op huurbasis naar AS Roma. Hier werd hij onder coach Rudi Garcia weer eerste doelman. Dat bleef hij ook nadat Luciano Spalletti in januari 2016 werd aangesteld als nieuwe hoofdtrainer. Arsenal, Szczęsny en AS Roma verlengden zijn huurverblijf in Italië in augustus 2016 met nog een seizoen. De club en hij plaatsten zich tijdens zijn verblijf twee jaar op rij voor de UEFA Champions League. Met 87 punten kwamen ze in het seizoen 2016/17 vier punten tekort om Juventus van een zesde landskampioenschap op rij af te houden.

### Juventus

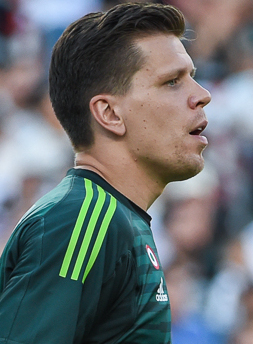
Szczęsny met Juventus in 2018

Szczęsny tekende in juli 2017 een contract tot medio 2021 bij Juventus. Dat betaalde circa €11.300.000,- voor hem aan Arsenal. Bij Juventus moest hij voor zijn plek gaan concurreren met Gianluigi Buffon. Coach Massimiliano Allegri liet de twee allebei ongeveer de helft van de wedstrijden dat seizoen keepen. Hij werd dat jaar voor het eerst in zijn carrière landskampioen. Nadat Buffon in juli 2018 Juventus verliet, werd Szczęsny definitief eerste doelman. Hij verlengde in februari 2020 zijn contract tot medio 2024. Szczęsny stopte op 27 augustus 2024 als voetballer.

### FC Barcelona
Szczęsny werd op 24 september 2024 benaderd door FC Barcelona voor een mogelijke transfer na het uitvallen van Marc-André ter Stegen. Hij overwoog om terug te keren uit zijn pensioen, waar hij slechts een maand eerder aan begonnen was. Op 25 september 2024 werden deze geluiden door meerdere bronnen bevestigd. Op 29 september kwam hij tot een overeenkomst met de Catalanen. Szczęsny verbleef in die dagen in Marbella en vloog op de ochtend van 30 september 2024 naar Barcelona, waar hij medische tests onderging. Op 1 oktober 2024 zat hij op de tribune van Montjuïc voor de wedstrijd in de UEFA Champions League tegen BSC Young Boys. Op 2 oktober 2024 werd zijn transfer in de middag officieel gemaakt; hij tekende een contract tot het einde van het seizoen. Hij zou de backup voor Iñaki Peña zijn voor de rest van het seizoen.
Op 4 januari 2025 debuteerde Szczęsny in de Copa del Rey tegen UD Barbastro, een wedstrijd die met 4-0 werd gewonnen. Enkele dagen later speelde hij in de Supercopa de España tegen Athletic Bilbao, een duel dat met 2-0 in het voordeel van zijn team werd beslist. Ook stond hij onder de lat tijdens de finale van de Supercopa de España, waarin zijn team met 5-2 won van Real Madrid. 
Op 26 januari maakte hij zijn debuut in de Primera División tegen Valencia, een wedstrijd die overtuigend met 7-1 werd gewonnen. Twee dagen later speelde hij in de UEFA Champions League tegen Atalanta, een duel dat in een 2-2 gelijkspel eindigde.
Op 1 februari 2025 kondigde Barça-trainer Hansi Flick tijdens een persconferentie aan dat Szczęsny de voorkeur zou krijgen boven Iñaki Peña als eerste doelman. 
Hij won in januari 2025 de Supercopa de España en in april 2025 de Copa del Rey, beide keren tegen Real Madrid met Szczęsny op doel, op weg naar de treble onder Flick.

## Clubstatistieken
| Seizoen | Club         | Competitie       | Competitie | Competitie | Beker | Beker | Internationaal | Internationaal | Totaal | Totaal |
| Seizoen | Club         | Competitie       | Wed.       | Dlp.       | Wed.  | Dlp.  | Wed.           | Dlp.           | Wed.   | Dlp.   |
| ------- | ------------ | ---------------- | ---------- | ---------- | ----- | ----- | -------------- | -------------- | ------ | ------ |
| 2008/09 | Arsenal      | Premier League   | 0          | 0          | 0     | 0     | 0              | 0              | 0      | 0      |
| 2009/10 | Arsenal      | Premier League   | 0          | 0          | 1     | 0     | 0              | 0              | 1      | 0      |
| 2009/10 | → Brentford  | League One       | 28         | 0          | 0     | 0     | 0              | 0              | 28     | 0      |
| 2010/11 | Arsenal      | Premier League   | 15         | 0          | 7     | 0     | 2              | 0              | 24     | 0      |
| 2011/12 | Arsenal      | Premier League   | 38         | 0          | 1     | 0     | 9              | 0              | 48     | 0      |
| 2012/13 | Arsenal      | Premier League   | 25         | 0          | 5     | 0     | 3              | 0              | 33     | 0      |
| 2013/14 | Arsenal      | Premier League   | 37         | 0          | 0     | 0     | 9              | 0              | 46     | 0      |
| 2014/15 | Arsenal      | Premier League   | 17         | 0          | 6     | 0     | 6              | 0              | 29     | 0      |
| 2015/16 | → AS Roma    | Serie A          | 34         | 0          | 0     | 0     | 8              | 0              | 42     | 0      |
| 2016/17 | → AS Roma    | Serie A          | 38         | 0          | 0     | 0     | 1              | 0              | 39     | 0      |
| 2017/18 | Juventus     | Serie A          | 17         | 0          | 2     | 0     | 2              | 0              | 21     | 0      |
| 2018/19 | Juventus     | Serie A          | 28         | 0          | 3     | 0     | 10             | 0              | 41     | 0      |
| 2019/20 | Juventus     | Serie A          | 29         | 0          | 1     | 0     | 7              | 0              | 37     | 0      |
| 2020/21 | Juventus     | Serie A          | 30         | 0          | 1     | 0     | 13             | 0              | 44     | 0      |
| 2021/22 | Juventus     | Serie A          | 33         | 0          | 0     | 0     | 7              | 0              | 40     | 0      |
| 2022/23 | Juventus     | Serie A          | 28         | 0          | 0     | 0     | 12             | 0              | 40     | 0      |
| 2023/24 | Juventus     | Serie A          | 35         | 0          | 0     | 0     | 0              | 0              | 35     | 0      |
| 2024/25 | FC Barcelona | Primera División | 11         | 0          | 6     | 0     | 6              | 0              | 23     | 0      |
| Totaal  | Totaal       | Totaal           | 413        | 0          | 32    | 0     | 82             | 0              | 527    | 0      |

## Interlandcarrière

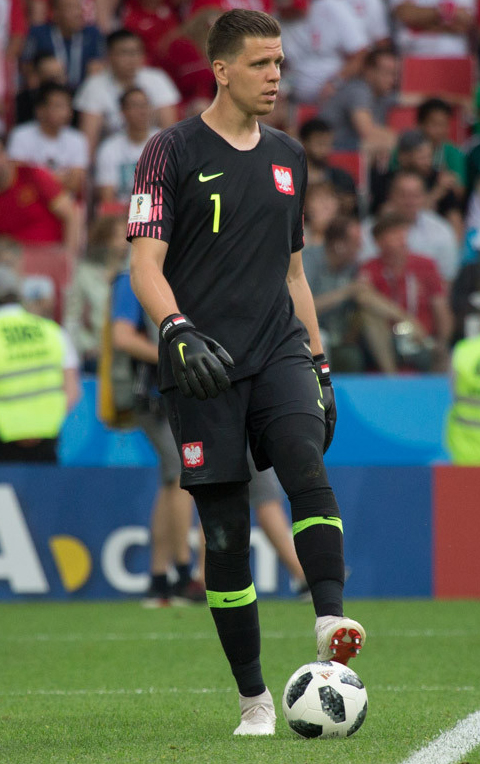
Szczęsny met Polen op het WK 2018

Szczęsny debuteerde op 18 november 2009 in het Pools voetbalelftal, in een met 1–0 gewonnen oefeninterland tegen Canada. Hij speelde die dag de eerste helft, waarna Tomasz Kuszczak in de tweede op doel stond. Het duurde daarna tot 2011 voor Szczęsny zijn tweede interland speelde. Hij maakte weer een jaar later deel uit van de selectie van bondscoach Franciszek Smuda voor het EK 2012, zijn eerste eindtoernooi. Szczęsny maakte ook deel uit van de Poolse ploeg op het EK 2016 en het WK 2018. Op alle drie de toernooien kreeg hij speeltijd, maar moest hij soms ook genoegen nemen met een plek op de reservebank achter Przemysław Tytoń of Łukasz Fabiański.
Szczęsny was de eerste keeper van Polen tijdens het EK 2020 en het WK 2022. Hij werd op 7 juni 2024 door bondscoach Michał Probierz opgenomen in de Poolse selectie voor het EK 2024 in Duitsland. Polen werd in de groepsfase uitgeschakeld met nederlagen tegen Nederland (1–2) en Oostenrijk (1–3) en een gelijkspel tegen Frankrijk (1–1). Szczęsny kwam op het toernooi in actie tegen Nederland en Oostenrijk. Na het toernooi beëindigde Szczęsny zijn interlandcarrière en nam hij samen met Grzegorz Krychowiak afscheid van het Poolse nationale team op 12 oktober 2024 voorafgaand een Nations League-wedstrijd tegen Portugal.

## Interlands
| Interlands van Wojciech Szczęsny voor Polen | Interlands van Wojciech Szczęsny voor Polen | Interlands van Wojciech Szczęsny voor Polen | Interlands van Wojciech Szczęsny voor Polen | Interlands van Wojciech Szczęsny voor Polen | Interlands van Wojciech Szczęsny voor Polen |
| №                                           | Datum                                       | Wedstrijd                                   | Uitslag                                     | Competitie                                  | Goals                                       |
| Als speler bij Brentford                    | Als speler bij Brentford                    | Als speler bij Brentford                    | Als speler bij Brentford                    | Als speler bij Brentford                    | Als speler bij Brentford                    |
| ------------------------------------------- | ------------------------------------------- | ------------------------------------------- | ------------------------------------------- | ------------------------------------------- | ------------------------------------------- |
| 1.                                          | 18 november 2009                            | Polen - Canada                              | 1 - 0                                       | Vriendschappelijk                           |                                             |
| Als speler bij Arsenal                      |                                             |                                             |                                             |                                             |                                             |
| 2.                                          | 9 februari 2011                             | Noorwegen - Polen                           | 1 - 0                                       | Vriendschappelijk                           |                                             |
| 3.                                          | 5 juni 2011                                 | Polen - Argentinië                          | 2 - 1                                       | Vriendschappelijk                           |                                             |
| 4.                                          | 9 juni 2011                                 | Polen - Frankrijk                           | 0 - 1                                       | Vriendschappelijk                           |                                             |
| 5.                                          | 10 augustus 2011                            | Polen - Georgië                             | 1 - 0                                       | Vriendschappelijk                           |                                             |
| 6.                                          | 6 september 2011                            | Polen - Duitsland                           | 2 - 2                                       | Vriendschappelijk                           |                                             |
| 7.                                          | 11 november 2011                            | Polen - Italië                              | 0 - 2                                       | Vriendschappelijk                           |                                             |
| 8.                                          | 29 februari 2012                            | Polen - Portugal                            | 0 - 0                                       | Vriendschappelijk                           |                                             |
| 9.                                          | 26 mei 2012                                 | Polen - Slowakije                           | 1 - 0                                       | Vriendschappelijk                           |                                             |
| 10.                                         | 2 juni 2012                                 | Polen - Andorra                             | 4 - 0                                       | Vriendschappelijk                           |                                             |
| 11.                                         | 8 juni 2012                                 | Polen - Griekenland                         | 1 - 1                                       | EK 2012                                     |                                             |
| 12.                                         | 15 augustus 2012                            | Estland - Polen                             | 1 - 0                                       | Vriendschappelijk                           |                                             |
| 13.                                         | 6 februari 2013                             | Ierland - Polen                             | 2 - 0                                       | Vriendschappelijk                           |                                             |
| 14.                                         | 14 augustus 2013                            | Polen - Denemarken                          | 3 - 2                                       | Vriendschappelijk                           |                                             |
| 15.                                         | 15 oktober 2013                             | Engeland - Polen                            | 2 - 0                                       | Kwalificatie WK 2014                        |                                             |
| 16.                                         | 19 november 2013                            | Polen - Ierland                             | 0 - 0                                       | Vriendschappelijk                           |                                             |
| 17.                                         | 5 maart 2014                                | Polen - Schotland                           | 0 - 1                                       | Vriendschappelijk                           |                                             |
| 18.                                         | 6 juni 2014                                 | Polen - Litouwen                            | 2 - 1                                       | Vriendschappelijk                           |                                             |
| 19.                                         | 7 september 2014                            | Gibraltar - Polen                           | 0 - 7                                       | Kwalificatie EK 2016                        |                                             |
| 20.                                         | 11 oktober 2014                             | Polen - Duitsland                           | 2 - 0                                       | Kwalificatie EK 2016                        |                                             |
| 21.                                         | 14 oktober 2014                             | Polen - Schotland                           | 2 - 2                                       | Kwalificatie EK 2016                        |                                             |
| 22.                                         | 14 november 2014                            | Georgië - Polen                             | 0 - 4                                       | Kwalificatie EK 2016                        |                                             |
| 23.                                         | 16 juni 2015                                | Polen - Griekenland                         | 0 - 0                                       | Vriendschappelijk                           |                                             |
| Als speler bij AS Roma                      |                                             |                                             |                                             |                                             |                                             |
| 24.                                         | 13 november 2015                            | Polen - IJsland                             | 4 - 2                                       | Vriendschappelijk                           |                                             |
| 25.                                         | 23 maart 2016                               | Polen - Servië                              | 1 - 0                                       | Vriendschappelijk                           |                                             |
| 26.                                         | 1 juni 2016                                 | Polen - Nederland                           | 1 - 2                                       | Vriendschappelijk                           |                                             |
| 27.                                         | 12 juni 2016                                | Polen - Noord-Ierland                       | 1 - 0                                       | EK 2016                                     |                                             |
| 28.                                         | 14 november 2016                            | Polen - Slovenië                            | 1 - 1                                       | Vriendschappelijk                           |                                             |
| 29.                                         | 10 juni 2017                                | Polen - Roemenië                            | 3 - 1                                       | Kwalificatie WK 2018                        |                                             |
| Als speler bij Juventus                     |                                             |                                             |                                             |                                             |                                             |
| 30.                                         | 5 oktober 2017                              | Armenië - Polen                             | 1 - 6                                       | Kwalificatie WK 2018                        |                                             |
| 31.                                         | 8 oktober 2017                              | Polen - Montenegro                          | 4 - 2                                       | Kwalificatie WK 2018                        |                                             |
| 32.                                         | 13 november 2017                            | Polen - Mexico                              | 0 - 1                                       | Vriendschappelijk                           |                                             |

## Erelijst
| Competitie          | Aantal  | Jaren                     |
| Arsenal             | Arsenal | Arsenal                   |
| ------------------- | ------- | ------------------------- |
| FA Cup              | 1×      | 2014/15                   |
| FA Community Shield | 1×      | 2014                      |
| Juventus            |         |                           |
| Kampioen Serie A    | 3×      | 2017/18, 2018/19, 2019/20 |
| Coppa Italia        | 1×      | 2017/18                   |
| Supercoppa Italiana | 1×      | 2018                      |
| FC Barcelona        |         |                           |
| Copa del Rey        | 1×      | 2024/25                   |
| Supercopa de España | 1×      | 2024/25                   |
| Primera División    | 1×      | 2024/25                   |